# Bruno Meriggi
Bruno Meriggi, italijanski prevajalec in literarni zgodovinar, * 4. januar 1927, Orvieto, † 7. november 1970, Milano.

## Življenje
Diplomiral je v Rimu s tezo iz poljske literature. V letih 1948–1954 je poučeval latinščino in grščino na licejih ter pričel z učenjem slovanskih jezikov. Leta 1954 je dobil naslov docenta (libero docente) in postal lektor češčine in ruščine na Univerzi v Firencah. Od leta 1960 je bil predstojnik slavistične stolice na Univerzi v Milanu, kjer se je kot redni profesor habilitiral s svojim delom iz poljskega jezika in književnosti. Ukvarjal se je tudi z dialektologijo.

## Delo
Leta 1961 je izdal knjigo Storia della letteratura slovena, ki velja za enega izmed najboljših zgodovinskih pregledov slovenske književnosti v tujem jeziku. Istega leta je izšla tudi Storia della letteratura slovena con un profilo della letteratura serbo-lusaziana. Leta 1968 pa je s podobnim naslovom izdal še pregled češke in slovaške književnosti. Bil je tudi prevajalec, prevajal je iz poljščine, češčine, ruščine in srbohrvaščine. Prevedel je Jaroslava Haška Il buon soldato Sc'veik (1963), Borísa L. Pasternàka Poesie (1964), Josefa Bora Il »requiem« di Terezín (1965) in Ota Sika La verità sull'economia cecoslovacca (1969), leta 1960 pa je prevedel roman srbskega pisatelja Andrića Most na Drini. Prevajal je tudi slovenske pesnike Prešerna, Murna, Ketteja in pisatelje, kot so Tavčar, Cankar … Njihova dela je večkrat navajal kot citate v svojih knjigah. O Slovencih je pisal tudi v enciklopedijah, kot so Il Milione, enciclopedia di tutti i paesi del Mondo, Grande Enciclopedia 20 in Le Muse, enciclopedia di tutte le arti. Napisal je še slovaško slovnico, zgodovino češke in slovaške literature idr. Tik pred njegovo smrtjo je izšla druga izdaja literarne zgodovine Le letterature della Jugoslavia (1970).

## Izbrana bibliografija
- Storia della letteratura slovena con un profilo della letteratura serbo-lusaziana. Milano: Nuova accademia, 1961. (COBISS)
- Le letterature ceca e slovacca con un profilo della letteratura serbo-lusaziana. Firenze: Sansoni, Milano: Accademia, 1968. (COBISS)
- Le letterature della Jugoslavia. Firenze: Sansoni, Milano: Accademia, 1970. (COBISS)